# Anolis amplisquamosus
Anolis amplisquamosus là một loài thằn lằn trong họ Polychrotidae. Loài này được Mccranie, Wilson & Williams miêu tả khoa học đầu tiên năm 1993.